# 热脉游戏
北京云龄科技有限公司，品牌名稱為热脉游戏，是一家位於中華人民共和國北京市朝阳区博雅国际中心電子遊戲發行商。公司由原卓亞互動員工李譞建立，主要負責中國大陸遊戲的海外發行。

## 歷史
李譞為紐約視覺藝術學院電腦藝術碩士畢業生，2015年回到中國大陸入職卓亞互動，主要負責電腦和遊戲主機平台的遊戲發行工作。2020年李譞脫離卓亞互動建立熱脈遊戲，李譞認為過去在卓亞自主權和話語權不足，曾經有錯失良好作品的情況，利用自己過去的發行經驗，自建品牌可以在選品上更果斷。熱脈遊戲專注在海外發行中國大陸遊戲，公司英文名「Thermite Games」，「Thermite」意思為鋁熱法，是指一種金屬焊接的化學反應，代表公司連接遊戲與各國玩家。熱脈遊戲的主要發行平台為Steam，李譞認為開發組應該更多關注Steam的各項功能，如卡牌系統和創意工坊，以活躍玩家社群。部分原來為卓亞互動發行的遊戲如《迷霧偵探》，李譞成立熱脈遊戲後轉由熱脈遊戲負責發行。

## 代理發行遊戲
| 遊戲名稱             | 發售日期       | 開發               | 備註                   |
| -------------------- | -------------- | ------------------ | ---------------------- |
| 《迷霧偵探》         | 2019年4月30日  | 手領科技           | [ 6 ]                  |
| 《丸霸无双》         | 2020年3月26日  | 便當遊戲           | [ 6 ]                  |
| 《轮回深渊》         | 2021年1月15日  | Screambox Studio   | [ 6 ]                  |
| 《海沙風雲》         | 2021年8月18日  | 異美工作室         | [ 5 ]                  |
| 《森久城物语》       | 2022年2月10日  | Smokingbear Studio | [ 5 ]                  |
| 《大多数》           | 2022年11月17日 | 有光游戏           | 搶先體驗，11月18日下架 |
| 《巴别号漫游指南》   | 2023年8月3日   | StarryStarry       | [ 5 ]                  |
| 《传奇生物2》        | 2023年10月17日 | HideChara          | [ 5 ]                  |
| 《孤星猎人》         | 2024年1月18日  | Math Tide          | [ 5 ]                  |
| 《旅人苏菲亚》       | 2024年4月11日  | 咪果               | [ 5 ]                  |
| 《死亡教堂》         | 2024年5月28日  | Melancholia Studio | [ 5 ]                  |
| 《不良少女：留级生》 | 未知           | O.T.K Games        | [ 6 ]                  |

## 外部連結
- 热脉游戏的新浪微博
- 热脉游戏的X（前Twitter）
- YouTube上的热脉游戏頻道